# Jewhen Małaniuk
Jewhen Fyłymonowycz Małaniuk (ukr. Євге́н Филимо́нович Маланю́к, ur. 20 stycznia?/1 lutego 1897 w Nowoarchangielsku, zm. 16 lutego 1968 w Nowym Jorku) – ukraiński poeta, kulturoznawca, krytyk literacki.

## Życiorys
Urodził się 1 lutego 1897 w miejscowości Nowoarchangielsk na Chersońszczyźnie (obecnie osiedle w obwodzie kirowohradzkim). Po ukończeniu szkoły realnej w Jelizawietgradzie wstąpił do Petersburskiego Instytutu Politechnicznego. Po wybuchu I wojny światowej stał się jednak słuchaczem Szkoły Wojskowej w Kijowie, po ukończeniu której w stopniu porucznika wysłany został na front Południowo-Zachodni. Dowodził tam sotnią 2 turkiestańskiego pułku strzeleckiego. Na froncie Małaniuk poznał naczelnika sztabu 1 Dywizji Turkiestańskiej, pułkownika Jewhena Mieszkowskiego, który po wybuchu rewolucji październikowej wezwał go do powrotu do Ojczyzny, aby wziąć udział w walce o niepodległość Ukrainy. Jewhen Małaniuk pracował w Sztabie Generalnym Ukrainy, później stał się adiutantem generała Wasyla Tiutiunnyka, głównodowodzącego Armią Naddnieprzańską UNR.
W 1920 roku, po niepowodzeniach w wywalczeniu ukraińskiej państwowości, udał się na emigrację i trafił do obozu dla internowanych w pobliżu Kalisza. Wraz z kilkoma przyjaciółmi (m.in. J. Darahan, M. Czyrski, M. Hrywa) wydawał pismo „Wesełka”, na stronach którego pojawiły się jego pierwsze utwory. W 1921 przebywał w obozie internowanych w Piotrkowie Trybunalskim, wydawał pismo „Na chwylach żyttia”. W 1923 razem z Mychajłem Sełehijem oraz Mychajłem Osyką wydał niewielki tomik poezji „Ozymyna”. W późniejszym okresie przesiedlił się na teren Czechosłowacji. W nowym kraju został absolwentem Wydziału Hydrotechnicznego Ukraińskiej Akademii Gospodarczej w Podiebradach. Małaniuk przeniósł się po jej ukończeniu do Warszawy, gdzie pracował jako inżynier. Brał tam również aktywny udział w życiu społeczno-politycznym. W wieku 33 lat poślubił Bogumiłę Sawicką.
W Warszawie poeta zapoznał się z polskimi artystami-skamandrytami, takimi jak Julian Tuwim, Jarosław Iwaszkiewicz, Jan Lechoń, utrzymywał również kontakty z Leonardem Podhorskim-Okołowem, Stanisławem Stempowskim i Józefem Łobodowskim. Małaniuk starał się nawiązać dialog między artystami polskimi i ukraińskimi, pomimo niesprzyjających warunków politycznych. Polscy poeci wysoko cenili twórczość Małaniuka i tłumaczyli jego prace. W 1939 Małaniuk uczestniczył w obronie stolicy Polski przed wojskami niemieckimi.
W czerwcu 1949 poeta przeniósł się do Stanów Zjednoczonych. Na początku amerykańskiego etapu swojego życia pracował fizycznie, potem został zatrudniony w biurze inżynierskim w Nowym Jorku. W tym też mieście poeta zmarł 16 lutego 1968. Pochowany został na cmentarzu w South Bound Brook w New Jersey.

## Twórczość
Spuścizna twórcza poety jest dosyć różnorodna zarówno pod względem ideowym, jak i tematycznym. Swe zbiorki poezji i esejów wydawał Małaniuk m.in. w Paryżu, Lwowie, Hamburgu, Filadelfii, Nowym Yorku. Należą do nich:
- Styłet i stylos (Polska, 1925)
- Herbarij (Hamburg, 1926)
- Zemlia j zalizo (Paryż, 1930)
- Zemna madonna (Lwów, 1934)
- Persteń Polikrata (Lwów, 1939)
- Wybrani poezji (Lwów-Kraków, 1943)
- Włada (Filadelfia, 1951)
- P’jata symfonija (Nowy Jork, 1953)
- Poeziji w odnomu tomi (Nowy Jork, 1954)
- Ostannia wesna (Nowy Jork, 1959)
- Serpeń (Nowy Jork, 1964)

W latach 1962 oraz 1966 poeta przygotował dwa tomy zawierające jego artykuły, rozważania i szkice na tematy literaturoznawcze, kulturoznawcze oraz historiozoficzne. Wydane zostały one przez wydawnictwo Homin Ukrainy w Kanadzie (Toronto, 1962, t. 1; 1966, t. 2.) pod tytułem Knyhy spostereżeń. Jewhen Małaniuk występuje w nich jako samodzielny myśliciel, badacz-analityk rzeczywistości. Tak jak i w poezji, głównym tematem jego utworów jest Ukraina, jej sztuka, kultura, historia. Wiele artykułów poświęconych jest literaturze klasycznej, artystom-emigrantom, ukraińskim pisarzom okresu radzieckiego.
Już po śmierci artysty wydany został tomik Persteń i posoch (Monachium, 1972)
Określa się, iż w dziedzinie poetyki Małaniuk jest symfonistą, co łączyło go z Pawłem Tyczyną. Swobodnie operował on zarówno artystycznymi zasobami języka poezji klasycznej, jak i najbardziej współczesnymi jego wersyfikacyjnymi transformacjami. W historiozoficznej poezji Małaniuka rzeczowość i wręcz naukowa precyzja słowa łączą się ze skrajnie wyrażoną emocjonalnością, wręcz burzą uczuć. Oprócz tego poeta opracował własny język symboli, będący paradoksalnie i narzędziem i rezultatem dokonywanej przez niego analizy rzeczywistości. Właśnie symbolizm wyznacza jedną z głównych cech poezji Małaniuka- lakoniczność, pojmowaną przez niego jako zasadę regulującą strukturę tekstu.
Idea umocowania państwowości Ukrainy jest w poetycznym uniwersum Jewhena Małaniuka ideą centralną. Poeta w swoich dziełach opisuje także Narodziny Rusi, okresowi hetmanowania B. Chmielnickiego, I. Mazepy, F. Orlika. To w nich pragnie odszukać wzorce dla tworzenia współczesnego państwa. Jednakże obraz Ukrainy u Małaniuka jest wewnętrznie niejednorodny, rozdwojony. Pierwszym obliczem Ukrainy jest Hellada Stepowa, drugim zaś- Czarna Hellada. Właśnie ta antynomia jest dla Małaniuka źródłem braku wyraźnej struktury wewnętrznej ukraińskiego społeczeństwa. Poeta konstruuje oryginalną historiozoficzną koncepcję bytu Ukrainy, elementami której są Hellada, Waregowie i Rzym. Helleński hipertroficzny indywidualizm, panestetyzm mają być harmonizowane przez wareski aktywizm oraz rzymską hierarchiczność. Owe trzy elementy istnieją nie oddzielnie, lecz tworzą syntezę.
W tworzeniu swego obrazu Ukrainy Małaniuk wychodzi od konkretnych realiów historycznych i geograficznych, gdyż to właśnie Ukraina jest dla niego miejscem tragicznego spotkania Zachodu i Wschodu. Okoliczność ta sprawiła, iż przez długi czas pozostawała ona przedmiotem, a nie podmiotem procesu historycznego. Ukrainiec, „pieśniarz, mędrzec i hreczkosiej”, zdolny jest co najwyżej do lirycznej refleksji, pasywnego odbioru otaczającej rzeczywistości, a nie do adekwatnej wolnościowej reakcji na zagrożenie z zewnątrz. Jako przeciwwagę dla tej perspektywy Małaniuk rozwija kompleksową teorię „mazepiństwa”, centralne miejsce której zajmuje wizja przyszłego przywódcy Ukrainy, który ma połączyć w sobie państwowe doświadczenie Mazepy, patriotyzm i dyplomatyczne talenty Filipa Orlika, a także wyrazistość światopoglądową Tarasa Szewczenki, w postaci którego nastąpiło zjednoczenie ról poety i twórcy państwowości.
Jednocześnie Jewhen Małaniuk jest lirykiem, metaforystą, w którego poezji łączą się surowość i ascetyczność wypowiedzi, zdolność do silnych emocji, wyrafinowana rytmomelodyka i umiejętność przenikania w głębię psychologii człowieka.

## Nagroda literacka im. Jewhena Małaniuka
Nagroda przyznawana jest literatom z obwodu kirowohradzkiego za mające szczególne walory artystyczne utwory, skierowane na potwierdzenie humanistycznych ideałów, wzbogacenie historycznej spuścizny narodu, demokratyzację społeczeństwa oraz rozwijające idee państwowości.
Nagroda wręczana jest w trzech kategoriach:
- Literatura piękna;
- Literaturoznawstwo i publicystyka;
- Przekład (z języka ukraińskiego na inne języki, z innych języków na język ukraiński).

Wręczenie nagrody odbywa się corocznie do 2 lutego, czyli w rocznicę urodzin Jewhena Małaniuka. Autor zwycięskiego utworu otrzymuje m.in. tytuł „Laureata obwodowej nagrody literackiej imienia Jewhena Małaniuka”.